# UAZ-452
Der UAZ-452 (russisch УАЗ-452) ist ein Kleintransporter des sowjetischen/russischen Herstellers UAZ, der seit 1965 gebaut wird.

## Konstruktion
Der UAZ-452 ist ein geländegängiger Kleintransporter mit zwei Achsen und zuschaltbarem Allradantrieb und Differentialsperre, der in verschiedenen Ausführungen gebaut wird. Die 1965 erschienene erste Ausführung ist 4363 mm lang, 1940 mm breit und 2064 mm hoch. Die maximale Zuladung beträgt 800 kg, die maximale Anhängelast beträgt 850 kg. Dieser Grundaufbau mit geschlossener Kabine und vier Türen (Fahrer, Beifahrer, zweite Reihe rechts, zweiflügelige Hecktür) ist im Wesentlichen beibehalten worden. Mittlerweile sind auch Fahrzeugvarianten mit Pritschen- oder Kofferaufbauten und Konfigurationen mit Sitzbänken für bis zu zehn Sitzplätze erhältlich. Ein Vierzylinder-Ottomotor treibt das Fahrzeug über ein Getriebe mit Handschaltung an.

## Ausführungen
Die ersten Fahrzeuge kamen 1965 als Nachfolger des UAZ-450 unter der Bezeichnung UAZ-452 auf den Markt, ausgestattet mit dem 52-kW-2,4-l-Reihenvierzylinder-Ottomotor ZMZ-451, der mit 76-Oktan-Ottokraftstoff betrieben werden kann und bereits zuvor im Wolga verwendet wurde. Auch die Kupplung entsprach der des Wolga, das Getriebe hingegen besaß vier Gänge, wobei nur der dritte und vierte Gang synchronisiert waren.
1979 folgte ein Facelift, bei dem die weißen Blinker durch gelbe und die runden Rückleuchten durch eckige ersetzt wurden. Ab 1985 wurde der UAZ-452 mit einem 73 kW starken Motor ausgestattet und in fünf verschiedene Untermodelle aufgespalten, die auch heute noch angeboten werden. Zusätzlich dazu sind für Behörden auch Spezialfahrzeuge im Programm. Mittlerweile wird ein neuer Motor mit 2,7 Litern Hubraum und 82 kW verwendet, seit 2011 erfüllt der UAZ-452 die Euro-4-Abgasnorm und wird mit Antiblockiersystem, Sicherheitsgurten und Servolenkung angeboten. Die Preise für das günstigste Modell lagen Mitte 2018 bei rund 646.000 Rubel. Auch 2018 werden die Modelle noch mit einem Schlüssel für die Türschlösser sowie einem separaten Zündschlüssel verkauft. Dies hat auch praktische Gründe: man kann den Motor laufen lassen und das Fahrzeug parken und abschließen – übliche Praxis bei sehr niedrigen Temperaturen.
2018 wurde das Aussehen und die Produktion einer Jubiläumsversion zum sechzigsten Geburtstag des „Brotlaib“ (russisch „Buchanka“) genannten Fahrzeugs angekündigt; die Neuerungen umfassten eine zweifarbige Lackierung, einen einzigen Schlüssel sowie erneuerte Schiebefenster. Optional ist auch ein beheizbarer Fahrersitz verfügbar. Weiterhin hat das Jubiläumsmodell eine elektrisch betätigte Differentialsperre an der Hinterachse; aus diesem Grund kommt auch ein anderer Achstyp zum Einsatz.

## Technische Daten

### Ausführung 1967
- Motor: Vierzylinder-Viertakt-Ottomotor
- Motortyp: „ZMZ-451E“
- Leistung: 70 PS (55 kW) bei 4000 min−1
- Drehmoment: 167 Nm
- Hubraum: 2445 cm³
- Bohrung: 92,0 mm
- Hub: 92,0 mm
- Verdichtung: 6,6:1
- Getriebe: Viergang-Schaltgetriebe, dritter und vierter Gang synchronisiert
- Rahmen: Kastenrahmen
- Fahrwerk: Starrachsen mit Längsblattfedern und Hebelstoßdämpfern
- Lenkung: Schneckengetriebe
- Bremsen: hydraulische Allrad-Einkreistrommelbremse, vorn Duplex, hinten Simplex (+Handbremse)
- Wendekreis: 12,5 m (Testmessung)
- Höchstgeschwindigkeit: 95 km/h (Testmessung)
- Treibstoffverbrauch: 18,1 l/100 km (unbeladen), 20,2 l/100 km (beladen) (Testmessung)
- Tankinhalt: 56 l
- Antriebsformel: 4×4 (Allradantrieb)

Maße und Gewichte
- Länge: 4460 mm
- Breite: 2050 mm
- Höhe: 2070 mm
- Radstand: 2300 mm
- Spurweite vorne: 1450 mm
- Spurweite hinten: 1450 mm
- Reifendimension: 8,40-15
- Leergewicht: 1710 kg
- Nutzmasse: 875 kg

(Quelle:)

### Aktuell angebotene Fahrzeugausführungen
|                                 | 39625                                          | 3909                                           | 2206                                           | 39094                                          | 3303                                           |
| ------------------------------- | ---------------------------------------------- | ---------------------------------------------- | ---------------------------------------------- | ---------------------------------------------- | ---------------------------------------------- |
| Motor                           | Vierzylinder-Ottomotor, (2,7 l), 82 kW, 208 Nm | Vierzylinder-Ottomotor, (2,7 l), 82 kW, 208 Nm | Vierzylinder-Ottomotor, (2,7 l), 82 kW, 208 Nm | Vierzylinder-Ottomotor, (2,7 l), 82 kW, 208 Nm | Vierzylinder-Ottomotor, (2,7 l), 82 kW, 208 Nm |
| Antriebsformel                  | 4×4                                            | 4×4                                            | 4×4                                            | 4×4                                            | 4×4                                            |
| Länge (mm)                      | 4363                                           | 4390                                           | 4363                                           | 4847                                           | 4501                                           |
| Breite (mm)                     | 1940                                           | 1940                                           | 1940                                           | 1974                                           | 1974                                           |
| Höhe (mm)                       | 2064                                           | 2064                                           | 2064                                           | 2355                                           | 2355                                           |
| Radstand (mm)                   | 2300                                           | 2300                                           | 2300                                           | 2550                                           | 2550                                           |
| Bodenfreiheit (mm)              | 205                                            | 205                                            | 205                                            | 205                                            | 205                                            |
| Wattiefe (mm)                   | 500                                            | 500                                            | 500                                            | 500                                            | 500                                            |
| Leergewicht (kg)                | 2080                                           | 1905                                           | 2080                                           | 1995                                           | 1845                                           |
| Maximale Zuladung (kg)          | 800                                            | 925                                            | 800                                            | 1075                                           | 1225                                           |
| Sitzplätze                      | 8                                              | 7                                              | 8–10                                           | 5                                              | 2                                              |
| Treibstoffverbrauch bei 90 km/h | 13,5 l / 100 km                                | 13,5 l / 100 km                                | 13,5 l / 100 km                                | 13,5 l / 100 km                                | 13,5 l / 100 km                                |

## Galerie

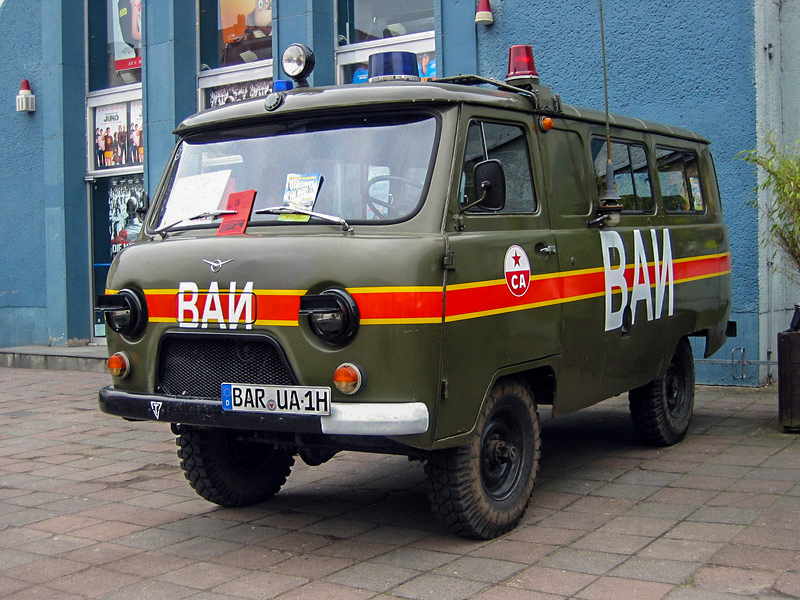
Ein UAZ-452 in den Farben der sowjetischen Militärpolizei (2008)
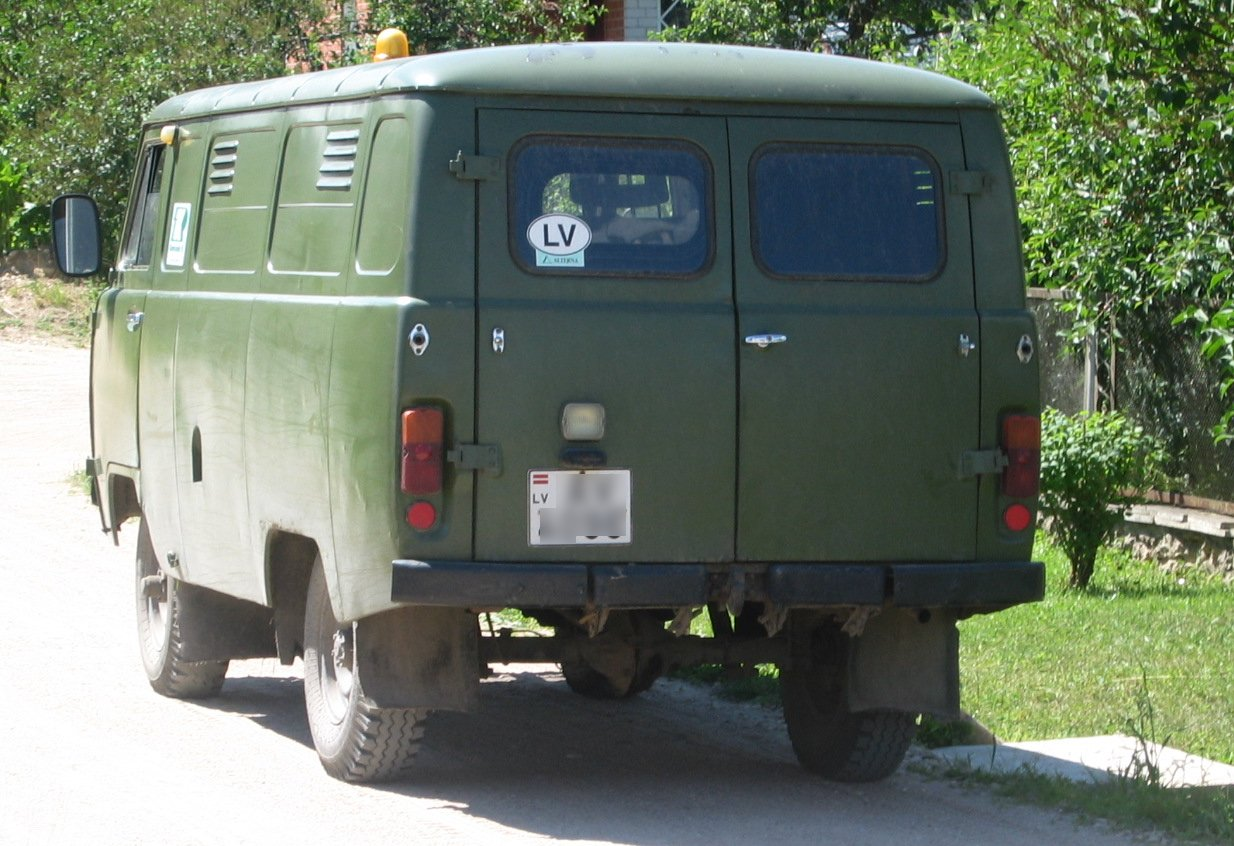
Heckansicht eines UAZ-452 in Lettland (2005)
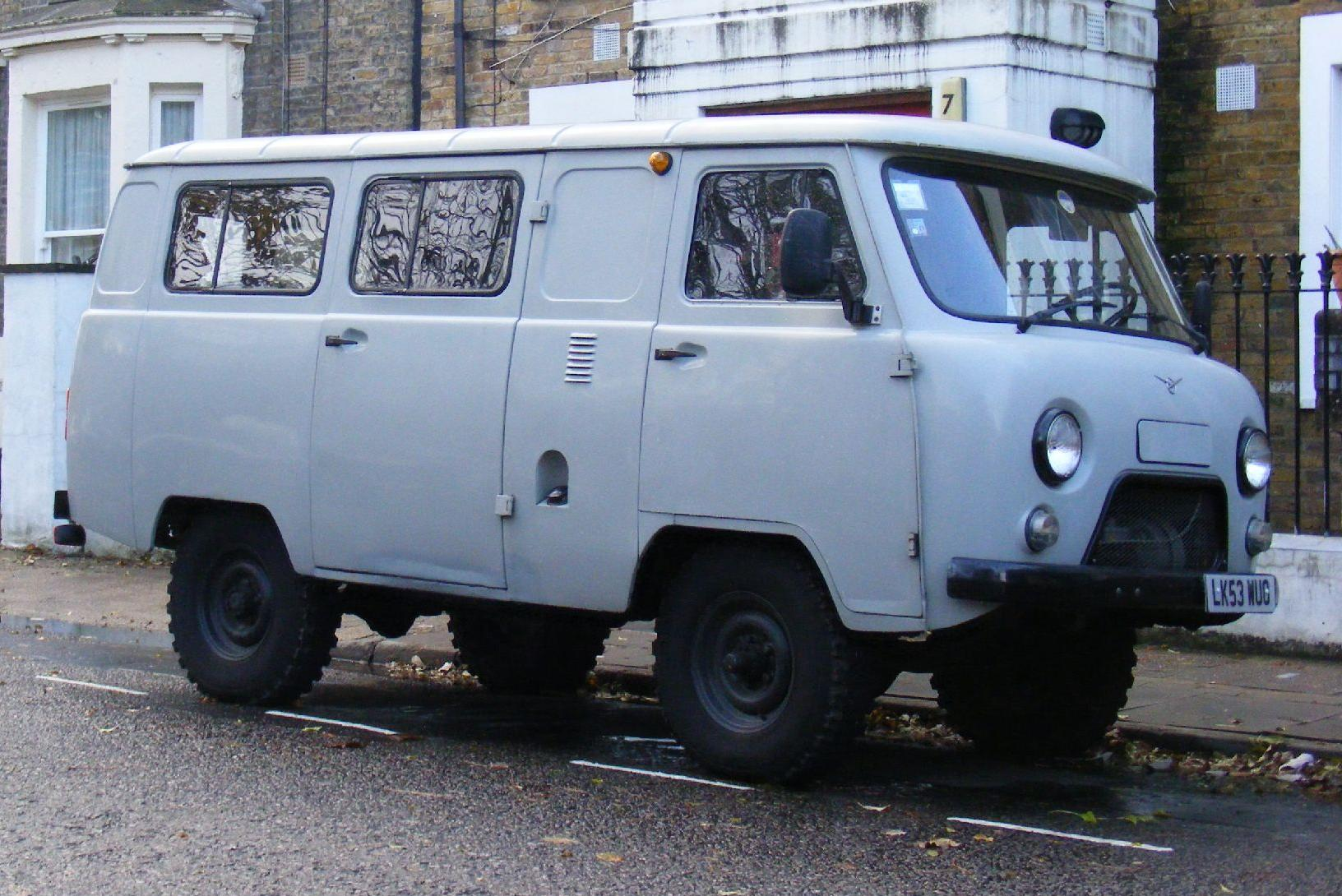
UAZ-452 (2009)
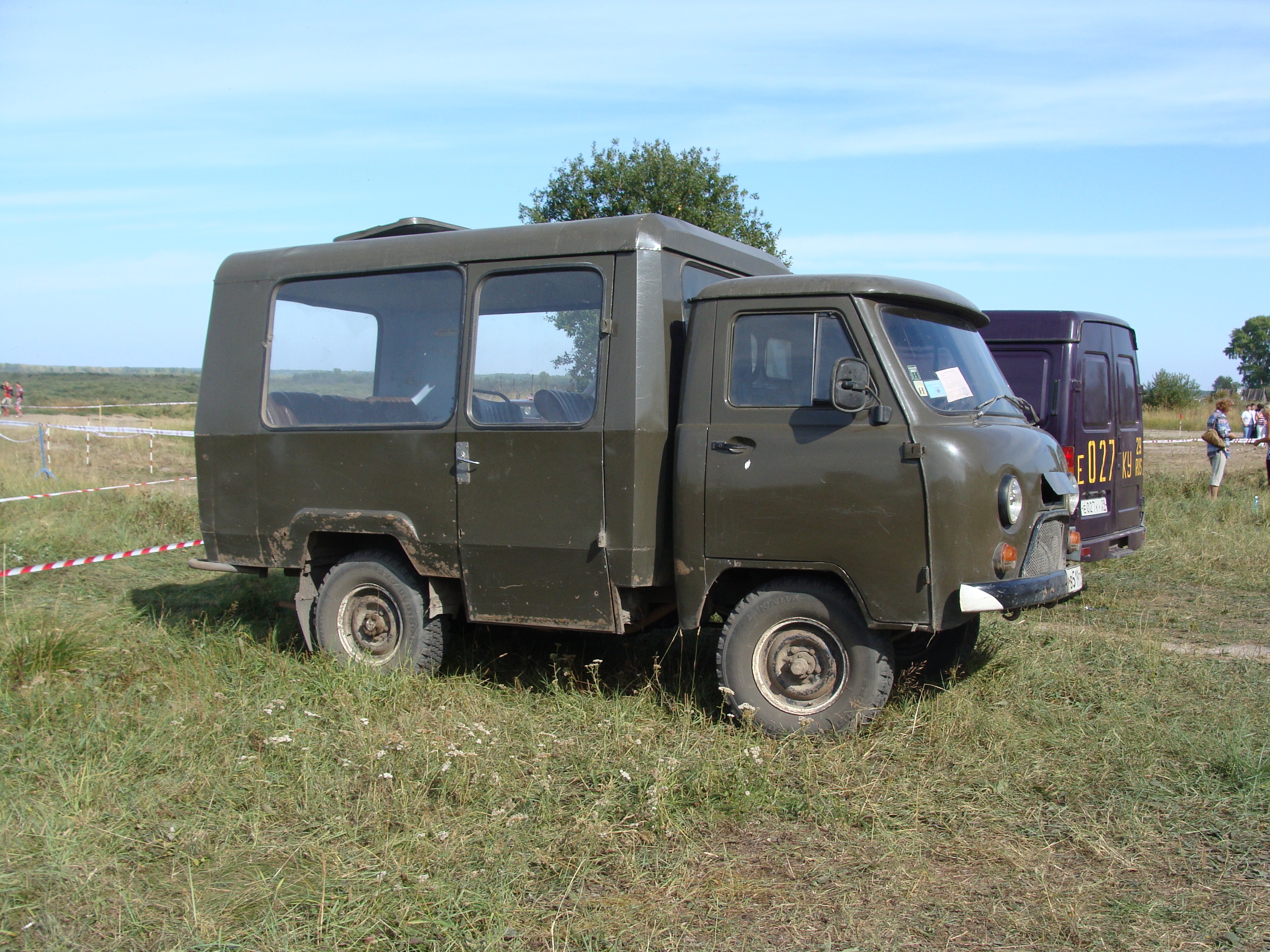
T12.02-Aufbau zur Personenbeförderung auf Basis eines UAZ-452 (2010)
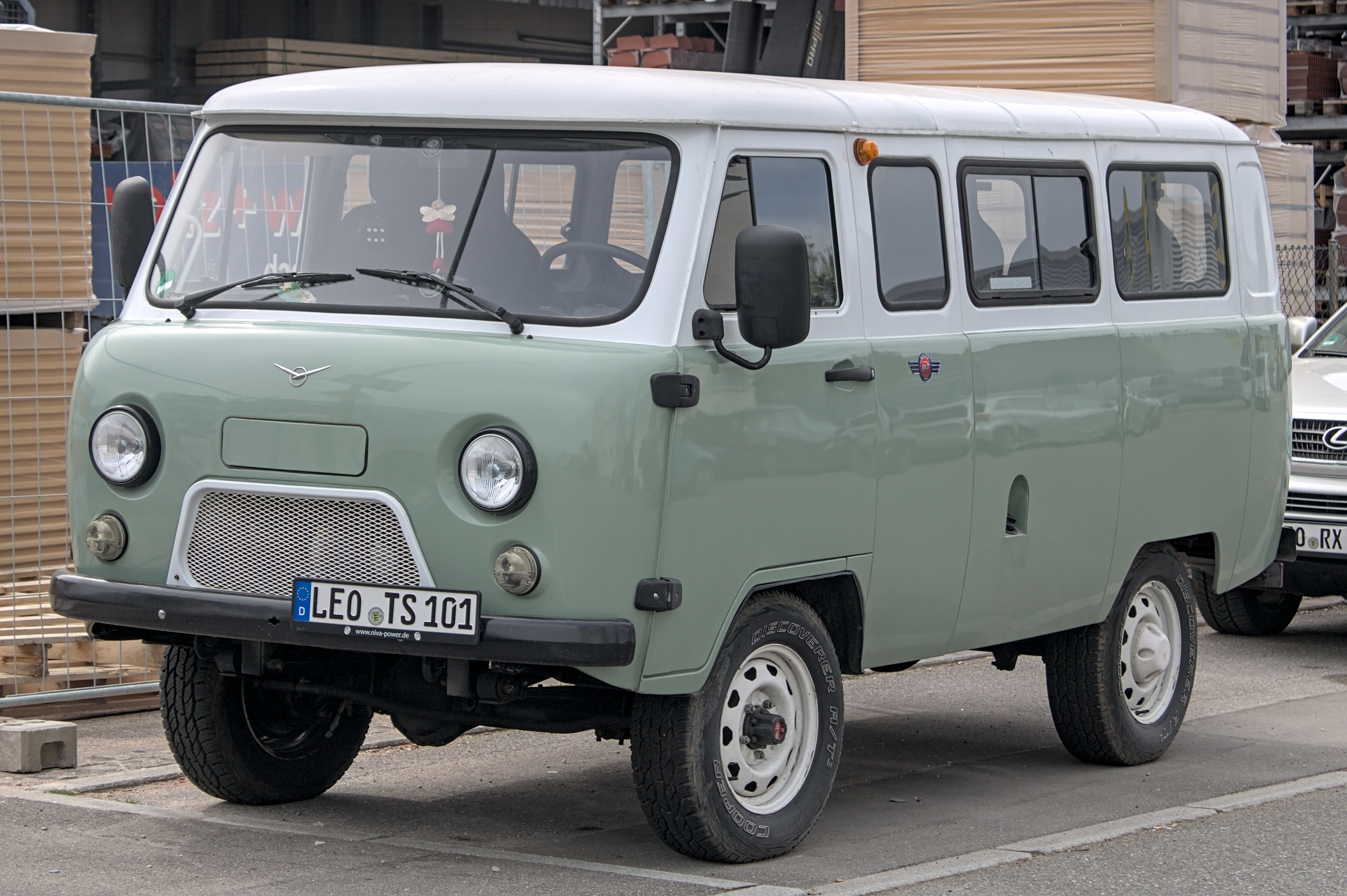
UAZ Buchanka (2018)